# Guerra sporca
La guerra sporca (in spagnolo: Guerra sucia) fu un programma di repressione violenta attuato in Argentina con lo scopo di distruggere la cosiddetta sovversione, rappresentata dai gruppi guerriglieri marxisti o peronisti attivi in Argentina dal 1970, ed eliminare in generale qualunque forma di protesta e di dissidenza nel paese presente nell'ambiente culturale, politico, sociale, sindacale e universitario.
La brutale campagna repressiva ebbe il suo momento culminante tra il 1976 e il 1979 e venne condotta in segreto, al di fuori di ogni controllo legale, da una serie di corpi speciali e di unità antisovversive costituite dalle forze armate e dalla polizia federale, secondo i programmi pianificati e attuati dalla Giunta militare argentina del cosiddetto Processo di riorganizzazione nazionale, capeggiata dal generale Jorge Rafael Videla e dai suoi successori, generali Roberto Eduardo Viola, Leopoldo Galtieri e Reynaldo Bignone.
Essa fu caratterizzata dalla massiccia violazione dei diritti umani e civili nei confronti della popolazione, con l'utilizzo di metodi quali la privazione della libertà senza procedimenti giudiziari, la detenzione in luoghi segreti controllati dalle forze armate, la tortura, gli omicidi e le sparizioni; durante questo periodo, oltre alle migliaia di persone incarcerate, vi furono circa 2300 omicidi politici e circa 30000 persone scomparvero (desaparecidos), delle quali circa 9000 accertate dalla Comisión Nacional sobre la Desaparición de Personas.

## Storia

### La guerriglia prima del colpo di Stato
Il quadro politico dell'Argentina nei primi anni settanta era caratterizzato da un'estrema instabilità: a seguito della morte, avvenuta il 1º luglio 1974, di Juan Domingo Perón la presidenza del paese fu assunta dalla moglie Isabel Martínez de Perón, la quale nominò come Segretario di Stato José López Rega, appartenente all'ala conservatrice del partito e per questo inviso alla sinistra peronista che, attraverso il suo braccio clandestino armato Montoneros, riprese un'attività di guerriglia contro il Governo federale caratterizzata da un elevato numero di attentati e omicidi.

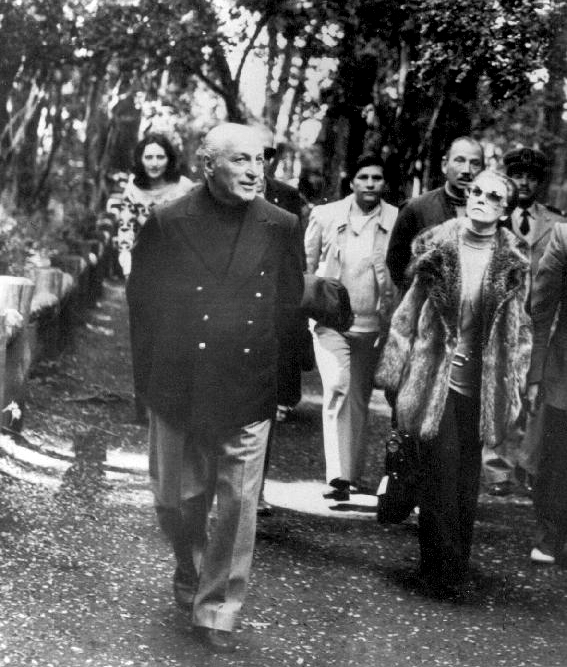
José López Rega, organizzatore della Alleanza Anticomunista Argentina, qui insieme ad Isabelita Perón

Parallelamente si accentuò anche l'attività dell'Ejército Revolucionario del Pueblo (ERP), un gruppo di ispirazione trotskista che, dalla fine degli anni sessanta, si era già distinto in azioni di guerriglia urbana principalmente nella provincia di Buenos Aires e di Córdoba contro le forze armate e la polizia federale allo scopo di contrastare la giunta militare al potere in Argentina dal 1966 fino al ritorno di Perón nel 1973. La situazione dell'ordine pubblico dell'Argentina si deteriorò ulteriormente anche a causa del sorgere del terrorismo di estrema destra delle squadre della Alleanza Anticomunista Argentina (AAA), una formazione paramilitare organizzata e diretta dallo stesso Rega con il sostegno occulto anche delle forze armate che fu responsabile di numerosi assassinii di militanti di sinistra, sindacalisti e peronisti di sinistra.
Il continuo aumento delle violenze dei gruppi estremisti di destra e sinistra contribuì quindi a creare nel paese un clima di terrore che portò nel novembre del 1974 alla proclamazione dello stato d'assedio con le dimissioni, nel luglio del 1975, dello stesso Rega dalla sua carica a seguito dell'accusa di avere ispirato le azioni della AAA.
Il quadro di crescente instabilità indusse soprattutto la presidentessa Isabelita a accentuare le disposizioni antiterrorismo; in realtà le prime misure repressive eccezionali e la decisione di impiegare le forze armate per la lotta contro la "sovversione" montoneros o marxista furono prese già durante il governo costituzionale presieduto dalla vedova di Perón. Venne quindi stabilita la procedura straordinaria dell'arresto e detenzione "a disposizione del potere esecutivo" che permetteva al governo di decidere autonomamente senza procedure legali la sorte degli arrestati. Isabelita inoltre affidò espressamente con il decreto n. 281 del 5 febbraio 1975 alle forze armate il compito di "annientare la guerriglia" con qualunque mezzo e senza preoccupazioni di tipo normativo legale; nel febbraio 1975 l'esercito, guidato dal generale Acdel Vilas diede inizio all'Operativo Indipendencia, la prima massiccia operazione di repressione contro la guerriglia dell'ERP nella provincia di Tucumán; l'azione dei militari fu particolarmente brutale con arresti, esecuzioni sommarie, ricorso sistematico alla tortura e impiego dell'aviazione per bombardare i villaggi rurali occupati dai guerriglieri.
Alla fine del 1975 la situazione dell'ordine pubblico in Argentina sembrò degenerare irreversibilmente verso il caos e la guerra civile; i continui attentati dei gruppi guerriglieri di estrema sinistra o peronisti, le azioni terroristiche della Tripla A e la repressione brutale dell'esercito fecero salire ulteriormente il numero delle vittime che furono 62 in dicembre 1975, 89 a gennaio 1976 e 105 a febbraio 1976; dal ritorno al potere di Perón il 25 maggio 1973, al 23 marzo 1976 gli omicidi politici furono 1358, tra cui 66 militari, 170 poliziotti, 677 civili e 445 "sovversivi". Durante il periodo natalizio del 1975 il nuovo comandante in capo dell'esercito, generale Jorge Rafael Videla, indirizzò un minaccioso messaggio quasi ultimativo alla presidentessa Isabelita; il generale affermò che era necessario che ognuno "assumesse le proprie responsabilità", che era indispensabile che fossero attuate le "soluzioni profonde e patriottiche che la situazione esige". Il comandante dell'esercito sottolineava "la gravità dell'ora che la Patria vive" e affermava che "l'ora del risveglio del popolo argentino" era giunta.
Alla vigilia del colpo di Stato militare l'Argentina sembrava quindi in una situazione di reale guerra civile e le élite economiche e politiche apparentemente temevano una "vittoria della sovversione" ma in realtà già alla fine del 1975 i movimenti guerriglieri, in apparenza in fase di ulteriore crescita, erano già in crisi sotto i colpi della repressione delle forze armate e a causa del declinare dei movimenti di protesta e del consenso sociale verso le istanze rivoluzionarie. Nel 1975 i gruppi guerriglieri più importanti, Ejército Revolucionario del Pueblo e Montoneros, subirono duri colpi dall'apparato repressivo; oltre 700 militanti furono uccisi, i detenuti illegali o legalizzati erano già oltre 5000; l'assalto a Monte Chingolo nel dicembre 1975 si era concluso con un disastro per l'ERP. I militanti ancora attivi erano circa 2000-3000 e i gruppi mantenevano una limitata capacità di reclutamento ed erano ancora in grado di sferrare numerosi attacchi contro le forze armate, politici o dirigenti industriali, ma le possibilità di un'evoluzione rivoluzionaria erano praticamente inesistenti.
I dirigenti più importanti dell'ERP e dei Montoneros non sembrarono comprendere la realtà della situazione e il pericolo di un nuovo ritorno al potere dei militari; al contrario ritennero che il possibile colpo di Stato, considerato all'inizio del 1976 imminente e inevitabile, avrebbe favorito a lungo termine l'evoluzione rivoluzionaria, accentuando ancor più il contrasto sociale e spingendo le masse ad unirsi alle avanguardie guerrigliere contro il potere militare. I capi dei gruppi di lotta armata non compresero invece che la società argentina era profondamente turbata dalle violenze delle due parti, delusa dalle istanze rivoluzionarie e pronta a ritirarsi dall'impegno politico e a delegare l'esercizio del potere alle forze armate che sembravano l'unica struttura della nazione sufficientemente solida e coesa in grado di fronteggiare il caos sociale ed economico.

### La pianificazione
(Dichiarazione del generale Ibérico Saint-Jean, governatore de facto della provincia di Buenos Aires durante gli anni della dittatura)
(Dichiarazione del generale Ramón Camps, capo della Polizia Federale durante gli anni della dittatura)
Isabelita Perón cercò fino all'ultimo di evitare l'intervento dei militari preannunciato dai minacciosi avvertimenti dei capi militari, ma la presidentessa era priva di qualità politiche e non riuscì ad evitare un'evoluzione rovinosa dell'economia argentina e dell'ordine pubblico. Tra febbraio e marzo 1976 l'inflazione salì al 566% annuo; le riserve finanziarie erano esaurite; fallirono tentativi di formare un governo d'emergenza o di indire elezioni straordinarie. In realtà molte forze sociali e politiche argentine consideravano con favore l'assunzione del potere dei militari; forti appoggi alle forze armate giunsero dalla borghesia industriale e finanziaria, dalle alte gerarchie della Chiesa cattolica ma anche da alcuni politici ed esponenti sindacali.

L'ammiraglio Emilio Eduardo Massera e il generale Jorge Rafael Videla.

Il colpo di Stato delle forze armate avvenne nella notte del 24 marzo 1976 e in pratica non incontrò alcuna opposizione. Venne diramato un comunicato in cui una Giunta militare (Junta de comandantes) formata dai tre capi di stato maggiore, generale Jorge Rafael Videla, per l'esercito, ammiraglio Emilio Eduardo Massera per la marina, e Orlando Ramón Agosti per la forza aerea, dichiarava di aver assunto il potere; altri due comunicati illustravano gli obiettivi del nuovo regime, i regolamenti esecutivi e le altre organizzazioni della nuova struttura istituzionale. Accanto alla giunta furono costituiti un governo, il cosiddetto PEN (Podere Ejecutivo Nacional) e una commissione di consulenza legislativa (CAL, Comision de Asesoramiento Legislativo); il 29 marzo 1976 il generale Videla divenne il presidente del PEN e quindi de facto la massima autorità del nuovo regime argentino. Le forze armate assunsero un ruolo dominante all'interno delle nuove strutture del regime; la CAL fu formata da nove militari scelti in parti uguali dalle tre armi; tutti i ministri del PEN furono membri delle forze armate, tranne i ministeri dell'Economia e dell'Educazione che furono lasciati a due civili.
I poteri della giunta erano estremamente vasti; essa nominava all'unanimità il presidente che sarebbe rimasto in carica per soli tre anni e avrebbe dovuto essere scelto tra gli alti ufficiali non più in servizio attivo; inoltre i tre membri detenevano il comando delle forze armate, il potere di dichiarare guerra; erano responsabili della formazione della Corte suprema i cui giudici furono tutti immediatamente sostituiti. La nomina di ministri, giudici ordinari, governatori e amministratori era ugualmente soggetta all'approvazione e al controllo della giunta. Caratteristiche fondamentali del sistema di potere del regime militare furono l'estesa militarizzazione delle cariche pubbliche e soprattutto la rivalità tra le tre forze armate e tra i più ambiziosi e influenti alti ufficiali. La nomina di militari ai vertici delle istituzioni pubbliche riguardò oltre ai ministeri e alla Corte suprema, anche le telecomunicazioni, le forze di polizia, sindacati, mutue, organizzazioni industriali, imprese statali, organismi ad hoc come l'ente preposto all'organizzazione dei Mondiali di calcio previsti nel 1978, tutte le province; le cariche vennero spartite equamente tra le tre forze armate.
La giunta militare e gli alti ufficiali incaricati dei più importanti comandi territoriali cercarono di mostrare fin dai primi giorni del colpo di Stato, coesione, disciplina e una perfetta efficienza organizzativa e realizzativa; si cercò di evidenziare inoltre l'apparente assenza di ambizioni personali; le cariche sarebbero state ruotate ogni tre anni mentre il presidente de facto sarebbe stato scelto al di fuori dei membri della giunta e non avrebbe dovuto detenere incarichi di comando attivi. Questa regola fondamentale peraltro venne subito disattesa e il generale Videla divenne presidente del PEN ma contemporaneamente mantenne il comando in capo dell'esercito; si giustificò la decisione in ragione della situazione di "guerra contro la sovversione" che richiedeva il controllo unificato degli apparati militari. La realtà della nuova struttura di potere era molto diversa dalle apparenze descritte dalla propaganda del regime; le rivalità tra le tre forze armate fu costante fin dall'inizio; ci furono contrasti accesi soprattutto riguardo alle decisioni di politica economica richieste dalla critica situazione argentina. L'ammiraglio Massera, personalità ambiziosa e priva di scrupoli, iniziò subito una lotta di potere per soppiantare il generale Videla e l'esercito; la mediocrità e lo scarso carisma del presidente sembravano favorire gli ambiziosi programmi personalistici dell'ammiraglio.
In effetti i tre membri della giunta e gli alti ufficiali delle forze armate si trovarono perfettamente d'accordo all'inizio soprattutto riguardo alle decisioni da prendere e ai metodi da attuare per vincere la cosiddetta "guerra contro la sovversione"; in questo campo, ritenuto decisivo per la conservazione del potere, i militari agirono rapidamente e brutalmente, dando prova di una spietata ed inumana efficienza fin dall'inizio e dimostrarono la loro assoluta determinazione a schiacciare gli oppositori, reali o presunti, con ogni mezzo.

### Le ostilità e la conclusione
Immediatamente dopo l'insediamento della Giunta furono sospese le libertà civili e sindacali e la repressione fu diretta nei confronti della sinistra, principalmente verso i militanti del movimento montonero e verso i radicali, ma lo stesso rigore fu attuato verso gli appartenenti all'ERP, verso i peronisti e verso i guerriglieri trozkisti. Il Partito Comunista, allineato a Mosca, appoggiò il governo militare.
In realtà il piano repressivo perseguito dalla giunta militare era molto più esteso e radicale; le misure detentive legali erano solo una facciata esteriore, l'apparato della repressione incaricato di "annientare la sovversione" divenne completamente illegale, clandestino e basato sul sistema del sequestro dei presunti "delinquenti sovversivi" o simpatizzanti, sulla detenzione in strutture segrete delle forze armate o della polizia, sul sistematico impiego della tortura per estorcere informazioni grazie alla quali sarebbe stato possibile estendere ulteriormente l'azione "anti-sovversiva", sull'uccisione finale dei sequestrati. Il sistema dei sequestri illegali e della detenzione in segreto non ebbe propriamente inizio dopo il colpo di Stato; durante il governo costituzionale c'erano già stati oltre 500 "scomparsi" (desaparecidos), ma con l'inizio del Proceso il piano di annientamento dell'opposizione, reale o presunta, divenne sistematico e particolarmente brutale configurandosi come un reale sistema di terrorismo di Stato. L'obiettivo del regime era estremamente radicale: sarebbero dovute essere eliminate "tutte le persone che si fosse ritenuto necessario". L'azione del sistema repressivo illegale ebbe inizio subito dopo il colpo di Stato e colpì i gruppi guerriglieri che, nonostante le apparenze, erano già in grande difficoltà organizzativa e politica.

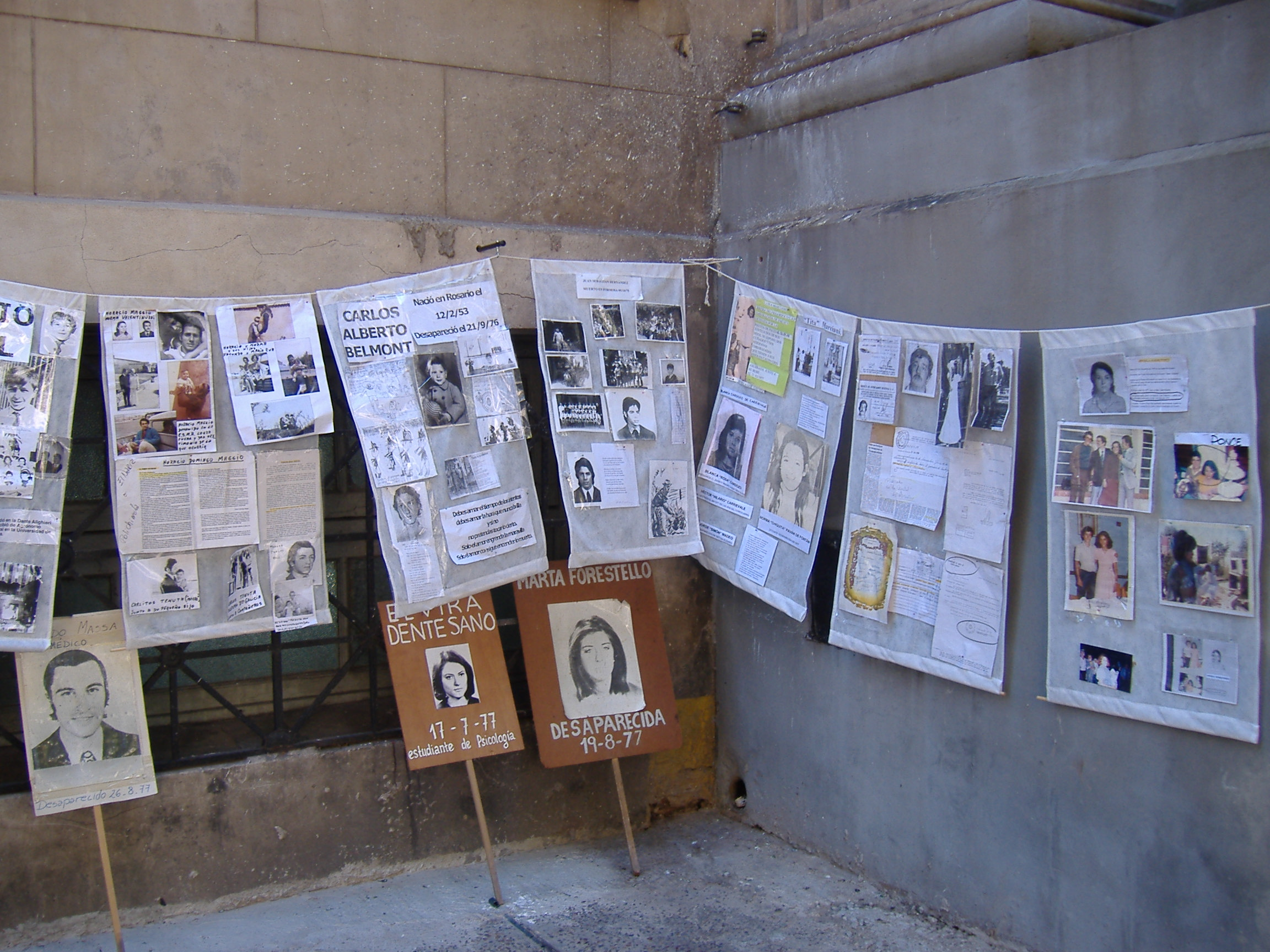
Fotografie dei desaparecidos, della città di Rosario

Le organizzazioni guerrigliere sembrarono comprendere correttamente che questo nuovo colpo di Stato segnava un momento decisivo della storia argentina, ma conservarono in un primo momento grande ottimismo; i dirigenti dell'ERP affermarono che si trattava di "una sfida storica" da parte di un governo delle forze borghesi imperialiste controrivoluzionarie; furono attivate misure d'emergenza per proteggere dalla repressione i militanti e i simpatizzanti maggiormente esposti. I montoneros decisero di adottare un programma di "difesa attiva" verso l'"offensiva generalizzata contro il popolo". Si discusse anche sulla possibilità di unificare le varie formazioni di lotta armata nella cosiddetta OLA, Organicacion de liberacion argentina.
Decine di migliaia di persone, sospettate di appartenere ad organizzazioni studentesche, sindacali, politiche o che si ritenesse potessero svolgere una qualsiasi attività che interferisse con la politica marziale della Giunta militare furono arrestate, torturate e segretamente uccise, creando il fenomeno dei desaparecidos, letteralmente "scomparsi", ossia coloro che, una volta sequestrati, non risultavano nei registri dei commissariati di polizia o delle autorità militari e di cui era impossibile ricevere notizie, anche in merito ad un eventuale decesso; queste persone subirono, in centri di detenzione clandestina, abusi, violenze e torture e di circa 30000 di loro non si seppe più nulla.
L'escalation della repressione portò, nei periodi successivi, a colpire non solo attivisti politici o dissidenti dichiarati del regime ma anche chi avesse semplicemente, anche in modo indiretto, simpatizzato per una qualsiasi associazione a carattere sociale, umanitaria o studentesca e di conseguenza a "scomparire" furono anche persone che di fatto non erano state coinvolte in alcun modo in attività contrarie al regime.
Le vittime di questa ondata di morte furono riconosciute solo a seguito della dichiarazione di morte presunta, ottenuta dalle Madri di Plaza de Mayo, con l'appoggio dei movimenti per i diritti umani, tra i quali Amnesty International, nel 1983, che consentì, due anni dopo, l'apertura di procedimenti penali nei confronti degli appartenenti alla Giunta militare. Nel 1977 venne fondata anche l'associazione Nonne di Plaza de Mayo, finalizzata a localizzare e restituire alle famiglie legittime tutti i bambini sequestrati dopo aver ucciso e fatto sparire le madri. Tra le sue presidenti María Eugenia Casinelli, che ne fu anche fondatrice, ed in seguito Estela Barnes de Carlotto.

## Le torture

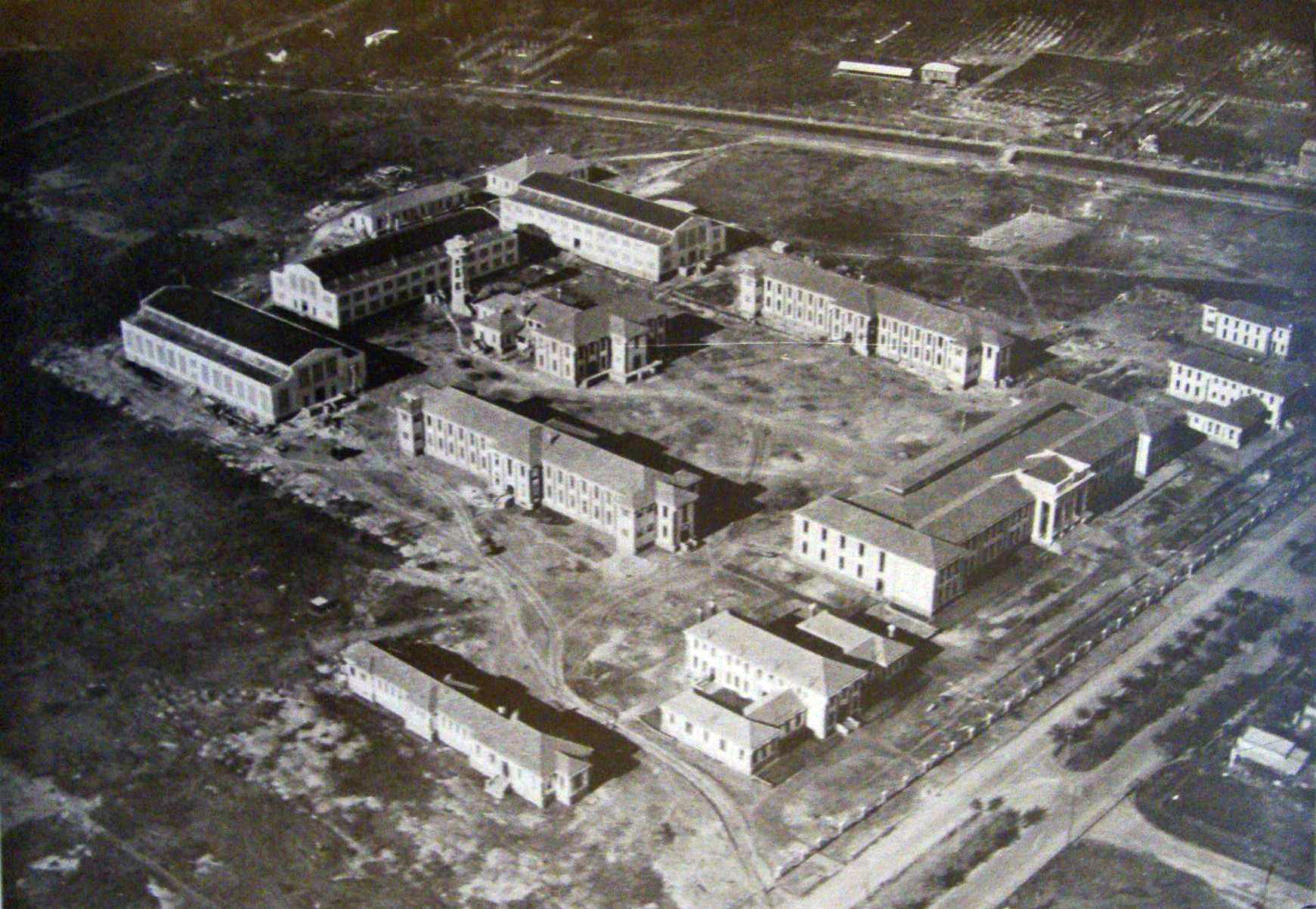
Veduta aerea della Escuela Superior de Mecánica de la Armada (ESMA), uno dei centri di detenzione attivi durante la dittatura; oltre persone vi furono rinchiuse e solo poche centinaia ne uscirono vive

Durante il periodo della guerra sporca l'uso sistematico della tortura venne costantemente applicato nei commissariati di polizia, nelle carceri e nei centri di detenzione illegali.

Secondo i dati forniti dopo la fine della dittatura dalle persone che avevano subito tale trattamento, unite a quelle incaricate di attuarle, i soldati delegati ad utilizzare tali sistemi applicavano i seguenti supplizi:
- Scariche elettriche ad alto voltaggio, specialmente nelle parti delicate del corpo (genitali, capezzoli, orecchie, gengive).
- Ustioni tramite sigarette oppure piccoli lanciafiamme (con fiamme lunghe circa 30 centimetri).
- Rottura di alcune ossa del corpo, in genere piedi o mani.
- Ferimento dei piedi con spille od oggetti appuntiti.
- Pestaggio a sangue delle vittime (in caso non si volessero lasciare segni evidenti, venivano utilizzati sacchetti di sabbia).
- Immersione del viso in escrementi fino al soffocamento.
- I torturati venivano appesi a testa in giù per un tempo indefinito.
- Torture eseguite alla vista dei parenti, unite a stupri e pestaggi.

Accanto alle torture di carattere fisico venivano applicate alle persone sottoposte a custodia anche tecniche coercitive di natura psicologica quali lunghi periodi di detenzione costantemente bendati ed inconsapevolezza della sorte.
Uno dei presunti esecutori di queste torture e autori di crimini simili collegati alla guerra fu un uomo chiamato Malevo Ferreyra, che si suicidò nel 2008 dopo un tentativo di arresto da parte delle forze dell'ordine proprio per via di queste accuse.
Decine di migliaia di persone, di tutte le età, patirono enormi sofferenze nei centri di detenzione clandestina e molte di esse morirono ed è da rilevare come l'istruzione e l'addestramento dei soldati addetti, in modo specifico, alle torture, provenne da elementi in passato già coinvolti in pratiche similari quali ex nazisti e militari o mercenari francesi, adusi alla tortura durante la guerra d'Algeria.

## Operazioni false flag
In un'intervista del 1981 i cui contenuti sono stati declassificati dalla CIA nel 2000, uno dei primi agenti CIA e DINA, Michael Townley ha rivelato che Ignacio Novo Sampol, membro dell'organizzazione CORU, un movimento anti-castrista, era giunto ad un accordo per coinvolgere il Movimento nazionalista cubano nel rapimento, a Buenos Aires, del presidente di una banca olandese. Il rapimento, organizzato da agenti in borghese del SIDE, l'intelligence argentina, aveva lo scopo di ottenere un lauto riscatto.
Townley ha affermato che Novo Sampol aveva raccolto circa 6000 dollari dal suo movimento che vennero consegnati agli agenti del SIDE per sostenere tutte le spese necessarie all'organizzazione e alla messa in atto dell'azione. Al suo ritorno negli Stati Uniti, Novo Sampol inviò a Townley un mucchio di volantini intestati a un fantomatico "Grupo Rojo" (Gruppo Rosso), una sedicente organizzazione marxista terroristica argentina che sarebbe stata poi indicata come responsabile del rapimento all'opinione pubblica. Townley ha rivelato che i volantini vennero distribuiti nelle città argentine di Mendoza e Córdoba nell'occasione di falsi attentati dinamitardi perpetrati da agenti del SIDE, che avrebbero avuto lo scopo di testimoniare l'esistenza del gruppo terroristico Grupo Rojo.
Tuttavia il SIDE ritardò in maniera eccessiva l'attuazione del piano e fu così che il progetto del rapimento venne poi accantonato.
Spesso inoltre i militari argentini del regime di Videla attribuivano i rapimenti e gli omicidi dei desaparecidos, da loro perpetrati, ad azioni del movimento dei montoneros.

## La segretezza

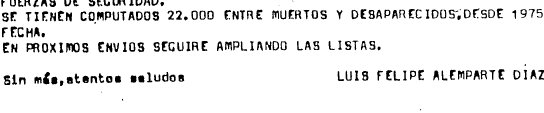
Biglietto con comunicazioni segrete sui desaparecidos

Il Golpe cileno del 1973 aveva fornito alla stampa ed all'opinione pubblica mondiale le immagini del bombardamento aereo del Palacio de La Moneda, con la morte del presidente Salvador Allende, e la prigionia dei dissidenti nello stadio di Santiago del Cile; tali immagini avevano fatto il giro del mondo sollevando l'indignazione e l'interessamento delle associazioni per la difesa dei diritti umani che da quel momento si sarebbero mobilitate attivamente in merito alle diverse situazioni che sarebbero venute in essere in Sud America ed in America centrale negli anni successivi.
La Giunta militare argentina, traendo esperienza da quanto avvenuto in Cile, intese intraprendere la propria attività di repressione all'impronta della segretezza; tale intendimento si fondava su diversi ordini di ragioni: da un lato l'immagine che il paese doveva fornire all'estero, anche e soprattutto in previsione del campionato mondiale di calcio che si sarebbe svolto in Argentina due anni dopo, e dall'altro l'ondata di terrore che si sarebbe abbattuta sugli oppositori e sui dissidenti se nessuno fosse stato in grado di fornire notizie in merito alle persone arrestate o sequestrate.
I sequestri dei sospetti avvenivano solitamente di notte ma non mancavano arresti durante il giorno, in particolare quelli attuati sulle persone sorvegliate che usavano spostarsi frequentemente, rendendo maggiormente difficile il loro reperimento durante le ore notturne; la procedura consisteva solitamente nel trasporto delle persone catturate in centri di detenzione clandestini, tra i quali si ricordano Arana, Pozo de Banfield, Pozo de Quilmes, Centrale di Polizia di Buenos Aires, 5º, 8º e 9º commissariato di La Plata, 3º commissariato di Valentín Alsina, base navale di Mar del Plata, Lanús, il commissariato di polizia di Mendoza, il "Campito" (campo di prigionia presso la scuola militare di Campo de Mayo), la "Cacha", il Poligono di tiro di Buenos Aires e la Escuela Superior de Mecánica de la Armada (ESMA), luoghi di cui è pervenuta notizia grazie al rapporto Nunca más, pubblicato nel 1984, a cui seguivano interrogatori, torture, lunghe detenzioni senza processo e, spesso, morte.
In seguito alle sparizioni i parenti degli scomparsi non venivano informati della sorte dei loro congiunti e molto spesso, nei commissariati di polizia, essi non figuravano nemmeno come arrestati; questa procedura consentiva una larghissima libertà di azione in merito alla vita delle persone detenute e, grazie all'estrema segretezza delle operazioni, fu possibile anche la scomparsa e l'omicidio di cittadini stranieri come la diciassettenne svedese Dagmar Hagelin, deceduta alla ESMA probabilmente nel 1977.
L'impossibilità, dato l'estremo rigore della dittatura, non solo di ricevere notizie, ma di creare un movimento democratico o pacifista che potesse portare all'apertura di inchieste, indusse le madri e le parenti delle persone scomparse, convinte ormai della responsabilità della Giunta in merito alle sparizioni, a dare vita ad una protesta silenziosa: essa consisteva in una marcia, la più importante e conosciuta delle quali si svolgeva ogni giovedì sulla Plaza de Mayo a Buenos Aires, con l'immagine ed il nome del proprio congiunto su un fazzoletto bianco o su un cartello. Questa forma di protesta venne considerata pericolosa dalla Giunta ed anche nei confronti delle madri di Plaza de Mayo furono effettuate forme di repressione ed alcune delle fondatrici, Azucena Villaflor, Esther Ballestrino e María Ponce, furono sequestrate l'8 ed il 10 dicembre 1977, rinchiuse all'ESMA ed uccise facendole precipitare in mare da uno dei voli della morte; si stima che il numero delle donne di Plaza de Mayo uccise sia di 720.
L'atteggiamento della Giunta militare argentina non impedì tuttavia il progressivo trapelare delle notizie in merito alla repressione delle proteste e della inspiegabile scomparsa di oppositori o dissidenti, così come furono progressivamente identificate le responsabilità non soltanto "passive", ossia il non opporsi politicamente al regime, ma anche "attive" di paesi stranieri, quali principalmente gli Stati Uniti e la Francia, con la materiale partecipazione, attraverso l'attività di intelligence, di istruzione e di finanziamento del golpe.

Tale attività fu sostanzialmente condotta dalla CIA e dal governo degli Stati Uniti in quella che, in merito all'area centro e sud americana, fu denominata Operazione Condor; è da rilevare inoltre che, per interessi non politici ma economici, la stessa Unione Sovietica non si impegnò contro la dittatura in quanto bisognosa del grano argentino e quindi obbligata a non compromettere i propri rapporti politici e diplomatici con l'Argentina.

## La fine della dittatura

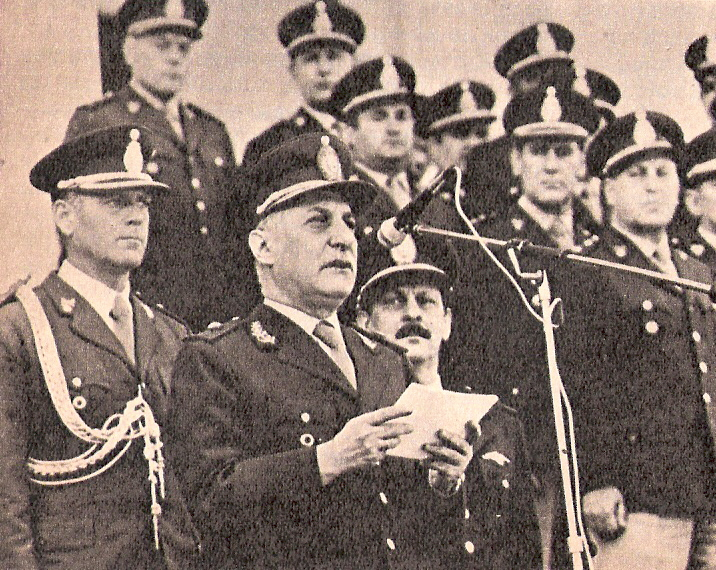
Il generale Roberto Eduardo Viola, primo successore di Jorge Rafael Videla nell'ultimo periodo del Processo di Riorganizzazione Nazionale

Il 29 marzo 1981 Jorge Rafael Videla fu deposto da un colpo di Stato, capeggiato dal generale Roberto Eduardo Viola, che si autonominò presidente a vita, allontanando dai centri di potere gli uomini fedeli al generale deposto; il cambiamento alla guida del paese tuttavia non modificò la strategia basata sul terrore e, sotto il breve regime di Viola, avvenne l'ultima strage perpetrata dal capitano Alfredo Astiz in cui trovarono la morte circa 5000 prigionieri detenuti in un campo di prigionia.
Dopo solo nove mesi di guida dell'Argentina il generale Viola fu deposto il 22 dicembre 1981 dal generale Leopoldo Galtieri, allontanato a seguito del colpo di Stato in quanto stretto collaboratore del generale Videla ed organizzatore del colpo di Stato del 24 marzo 1976 con il quale la Giunta militare aveva preso il potere; il regime comandato dal generale Galtieri si distinse per una recrudescenza della repressione e, oltre alla repressione di 5 manifestazioni, di cui tre organizzate dalle madri dei desaparecidos, 9000 persone trovarono la morte nel periodo tra il 22 dicembre 1981 al 18 giugno 1982, data delle sue dimissioni a seguito della sconfitta nella guerra delle Malvinas.
Il conflitto contro il Regno Unito per il possesso delle isole Falkland fu pensato allo scopo di risollevare il consenso popolare nei confronti della Giunta militare che, anche a causa della crisi economica che aveva investito il paese, stava progressivamente diminuendo ma la sconfitta patita dall'Argentina nel breve conflitto (2 aprile-14 giugno 1982 con 632 vittime) indusse il generale a presentare il 18 giugno le proprie dimissioni.
Dimessosi il generale Galtieri il suo posto fu preso il 1º luglio 1982 dal generale Reynaldo Bignone, già vice comandante del campito, un centro di detenzione clandestina nei pressi di Buenos Aires, il quale, a fronte di sempre crescenti opposizioni alla dittatura militare, anche in campo internazionale, fu costretto ad indire libere elezioni che ebbero luogo il 10 dicembre 1983, dalle quali uscì vincitore il radicale Raúl Ricardo Alfonsín, ponendo così fine alla dittatura durata sette anni.

## Dopo la dittatura

### L'atteggiamento dei governi democratici
Dopo la fine della dittatura ed il ritorno alla democrazia fu istituita nel 1983 dal presidente Raúl Ricardo Alfonsín la Comisión Nacional sobre la Desaparición de Personas (Commissione Nazionale sulla Scomparsa delle Persone, CONADEP), che, visti i rapporti pubblicati dal rapporto Nunca más il 20 settembre 1984, consentì l'apertura di oltre 2000 processi nei confronti dei militari ritenuti responsabili di abusi, torture e sparizioni ma il Governo, dopo breve tempo, varò le due leggi dette Legge del punto finale (Ley del punto final) e Legge dell'obbedienza dovuta (Ley de la obediencia debida) che di fatto estinguevano o bloccavano i procedimenti che erano stati disposti a carico delle persone coinvolte nei crimini commessi fino al 10 dicembre 1983 e, nel 1989, fu concesso l'indulto per i reati ascritti a militari e politici dal presidente Carlos Saúl Menem; tali leggi tuttavia furono dichiarate incostituzionali dalla Corte Suprema di Giustizia Argentina il 14 giugno 2005, sotto la presidenza di Néstor Carlos Kirchner, consentendo la riapertura dei processi.
La riapertura dei processi nel 2005, durante il governo presieduto da Kirchner, fu probabilmente all'origine di una nuova "scomparsa": quella di Julio Jorge López. Julio Jorge López, ex attivista peronista, già detenuto durante il Processo di Riorganizzazione Nazionale dal 1976 al 1979, fu chiamato a testimoniare nel secondo processo contro Miguel Osvaldo Etchecolatz dopo l'abrogazione delle due leggi emanate sotto la presidenza di Menem ma il 18 settembre 2006, giorno della sua deposizione di fronte alla Corte di La Plata, egli scomparve senza lasciare traccia sollevando l'interesse delle organizzazioni per i diritti umani che ritengono che la sua scomparsa costituisca un tentativo, da parte del governo democratico, di non dare seguito ai procedimenti avverso i responsabili della guerra sporca; opinione sostenuta dal Premio Nobel per la pace Adolfo Pérez Esquivel che ha indicato in Julio Jorge López "il desaparecido numero 30001".

### La sorte dei principali responsabili

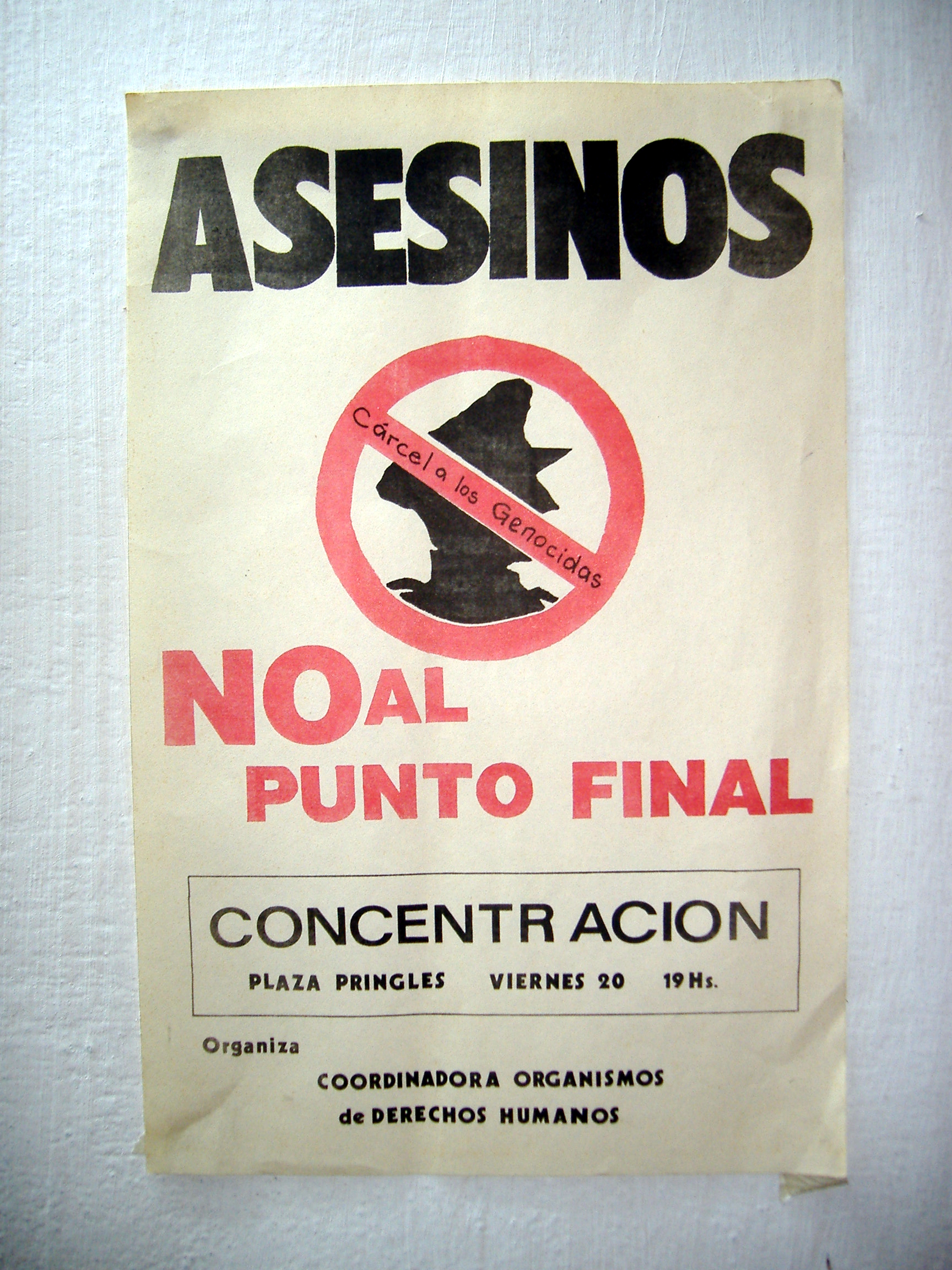
Un manifesto di opposizione all'entrata in vigore della legge detta del punto final

- Jorge Rafael Videla, presidente dell'Argentina dal 24 marzo 1976 al 28 marzo 1981, fu processato nel 1985 per le responsabilità in merito alla scomparsa di circa 30000 oppositori e nello stesso anno fu condannato all'ergastolo; nel 1990 fu liberato sotto la pressione dei militari con il decreto 2741/90 concesso dal presidente Carlos Saúl Menem. Il 22 dicembre 2010 è stato nuovamente condannato, insieme ad altri 29 imputati, all'ergastolo in un carcere non militare per la morte di 31 detenuti; è deceduto nel 2013 all'età di 87 anni.
- Emilio Eduardo Massera: direttore della ESMA, è responsabile dell'organizzazione dei centri detenzione e delle direttive sul trattamento da infliggere ai prigionieri. Condannato all'ergastolo nel 1985 beneficiò dell'amnistia uscendo di prigione nel 1990 e, per motivi di salute, furono bloccate le richieste di estradizione dei governi di Italia, Spagna, Germania e Francia; è morto nel 2010 all'età di 85 anni.
- Orlando Ramón Agosti: organizzatore del golpe militare insieme a Videla e Massera, dopo la fine della dittatura scontò una pena di tre anni e 9 mesi.
- Roberto Eduardo Viola: successore, dal 29 marzo 1981, di Videla ed auto nominatosi presidente a vita dell'Argentina, fu processato nel 1984 per violazione dei diritti umani e nel 1985 fu condannato all'ergastolo, pena da scontare agli arresti domiciliari in una sontuosa villa, fu liberato nel 1990 in forza dell'indulto concesso dal presidente Menem; morì nel 1994 all'età di 70 anni.
- Leopoldo Galtieri: successore, dal 22 dicembre 1981, di Viola, mantenne la carica di presidente dell'Argentina fino al 18 giugno 1982; durante il suo breve periodo di presidenza furono approssimativamente 9000 le persone scomparse. Nel 1985 fu processato per violazione dei diritti umani e nel 1986 fu condannato all'ergastolo ma rimase in prigione solo fino al 1991, venendo liberato grazie all'indulto concesso da Menem. Nel 2000 fu nuovamente processato per rapimento di bambini e posto agli arresti domiciliari. Morì il 12 gennaio 2003, all'età di 76 anni.
- Reynaldo Bignone: divenuto il 1º luglio 1982, dopo le dimissioni di Leopoldo Galtieri, il quarto ed ultimo presidente del governo militare emanò il Decreto Confidenziale numero 2726/83, con il quale si ordinava la distruzione di tutta la documentazione riguardante i detenuti e gli scomparsi; fu processato solo a partire dal 2009 e dopo una condanna a 25 anni di carcere, nel 2013 fu condannato all'ergastolo.
- Jorge Eduardo Acosta: comandante della sezione GT332 (Grupo de Tareas 332), una squadra incaricata dello spionaggio, della cattura, della tortura e dell'esecuzione dei dissidenti con base all'ESMA. Responsabile della morte di circa 5000 persone rientrò, dopo la fine della dittatura, nei termini dell'amnistia. Fu condannato all'ergastolo nel 2011 in Argentina, ed è stata richiesta l'estradizione da parte di Italia e Spagna, che lo hanno accusato di crimini contro cittadini dei rispettivi paesi.
- Alfredo Ignacio Astiz: appartenente alla sezione GT332, aveva l'incarico di infiltrarsi nelle riunioni clandestine dei parenti degli scomparsi per identificare possibili sospetti; sua la responsabilità del rapimento e della scomparsa della fondatrice delle Madres di Plaza de Mayo, Azucena Villaflor, e delle due suore francesi, Léonie Duquet ed Alice Domon nonché della morte della cittadina svedese di 17 anni Dagmar Hagelin. Fu catturato dagli inglesi durante la guerra delle Falkland ma fu restituito all'Argentina su diretto intervento del Primo Ministro Margaret Thatcher; ne fu inoltre richiesta l'estradizione dai governi di Spagna, Italia e Svezia senza successo. Nel 2008 è stato condannato all'ergastolo in Argentina, sentenza confermata nel 2014 dalla Casación Penal.
- Antonio Domingo Bussi: Governatore militare nel 1976 e 1977 della Provincia di Tucumán; responsabile della scomparsa di oltre 500 persone. Nel 1991 fu eletto Governatore nella medesima provincia e nel 1999 come deputato; nel 2008 fu condannato all'ergastolo per crimini contro l'umanità, pena commutata in arresti domiciliari.
- Miguel Etchecolatz: comandante della polizia di Buenos Aires e responsabile di 21 centri di detenzione tra i quali il Pozo de Quilmes ed Arana, fu protagonista dell'operazione conosciuta come notte delle matite, l'operazione organizzata al fine di reprimere i movimenti nelle scuole superiori. Ritenuto colpevole di 91 casi accertati di tortura fu condannato a 23 anni di reclusione, venendo tuttavia liberato dopo breve tempo. Successivamente è stato ripetutamente condannato all'ergastolo per omicidio, tortura e sottrazione di minori venendo incarcerato[40][41].
- Ramón Camps: responsabile, con il grado di colonnello, dell'ordine pubblico, della polizia e di una ventina di centri di detenzione illegali nel distretto di Buenos Aires; dopo la fine della dittatura fu ritenuto responsabile di 214 sequestri, 120 casi di tortura e di 32 omicidi; processato e condannato, nel dicembre 1986, ad una pena di 25 anni di reclusione beneficiò dell'indulto concesso da Menem; morì nel 1994 senza avere mai scontato un giorno di prigione.
- Christian von Wernich: Cappellano della polizia di Buenos Aires, riconosciuto colpevole nel 2007 del sequestro di 42 persone e di 7 omicidi avvenuti nei centri di detenzione clandestina nel distretto della capitale, tra i quali il Pozo de quilmes, e condannato all'ergastolo; nel 2010 ricevette dalla Chiesa cattolica l'autorizzazione ad officiare la messa all'interno del carcere[42].
- Albano Harguindeguy: Ministro degli interni durante la dittatura; responsabile di avere smantellato il sistema giudiziario argentino, sostituendo i magistrati con militari o simpatizzanti, lasciando le famiglie dei desaparecidos senza alcuna possibilità di conoscere il destino dei propri cari. Dopo avere scontato una breve pena detentiva beneficiò dell'indulto di Menem ma, a seguito del suo rifiuto di deporre sulle attività durante la dittatura, fu posto agli arresti domiciliari nel 2004 e, sempre ai domiciliari, muore nel 2012, all'età di 85 anni.
- Luciano Benjamín Menéndez: comandante del III Corpo d'Armata dell'esercito; dal 1975 al 1979 prestò servizio nella città di Córdoba dove si trovava La Perla, uno dei più grandi centri di detenzione clandestina, dove transitarono circa 2200 sequestrati. Era solito essere presente alle sessioni di tortura ed alle uccisioni. Dopo avere beneficiato dell'indulto fu rinviato a giudizio nel 2008 per il rapimento e l'omicidio di quattro militanti del Partido Revolucionario de los Trabajadores venendo condannato all'ergastolo l'11 dicembre 2009. Nel 2014 riceve una nuova condanna all'ergastolo per essere responsabile dell'assassinio del vescovo cattolico Enrique Angelelli.
- Ibérico Saint-Jean: governatore della provincia di Buenos Aires e in seguito ministro degli interni; diresse con metodi terroristici la repressione esprimendo in pubblico la sua estremistica opinione sulla necessità di "matare" ("uccidere") anche gli "indifferenti" e i "timidi" nei riguardi della guerra controrivoluzionaria. Dopo aver goduto dell'indulto del presidente Alfonsin e del presidente Menem, nel 2007 fu processato per crimini contro l'umanità e incarcerato; nel 2012, poco prima della morte, fu posto agli arresti domiciliari.
- Guillermo Suárez Mason: comandante del I corpo d'armata dell'esercito; responsabile dei centri di detenzione clandestini e tortura di Automotores Orletti, il Pozo de Banfield, La Cacha, El Olimpo. Tra i più estremisti alti ufficiali del regime militare era soprannominato "el carnicero del Olimpo" ("il macellaio dell'Olimpo"). Membro della loggia massonica P2 di Licio Gelli. Rifugiatosi negli Stati Uniti e amnistiato dal presidente Menem, venne chiamato a giudizio nel 1998 per crimini contro l'umanità e processato. Morì agli arresti domiciliari nel 2005.

## Film
- La storia ufficiale di Luis Puenzo (1985)
- La notte delle matite spezzate di Héctor Olivera (1986)
- La morte e la fanciulla di Roman Polański (1994)
- Garage Olimpo di Marco Bechis (1999)
- Figli - Hijos di Marco Bechis (2001)
- Immagini di Christopher Hampton (2002)
- Cronaca di una fuga - Buenos Aires 1977 di Adrián Caetano (2006)
- Complici del silenzio di Stefano Incerti (2008)
- Tango per la libertà di Alberto Negrin (2016), miniserie TV
- Argentina, 1985 di Santiago Mitre (2022)

## Letteratura
- Le irregolari, Massimo Carlotto (1998).
- Desaparecidos, Annamaria Fassio (2023).